# Blastobasis erydryas
Blastobasis erydryas é uma espécie de mariposa do gênero Blastobasis pertencente à família Coleophoridae.